# Plagiobryum leptocladon
Plagiobryum leptocladon là một loài rêu trong họ Bryaceae. Loài này được Sull. Paris mô tả khoa học đầu tiên năm 1897.